# Kàmenka (Tula)
Kàmenka — Каменка (rus) — és un poble a l'óblast de Tula, a Rússia, segons el cens del 2010 tenia 139 habitants.